# Polnische Popmusik
Die Szene der polnischen Popmusik ist eine der größten Musikszenen Europas. Die kulturellen Zentren der Szene sind Warschau und Krakau. Auch ohne eine gesetzlich geregelte Quote für die heimische Musikszene erfreut sich polnische Popmusik einer großen Beliebtheit innerhalb Polens. Die englische Sprache spielt eher eine kleine Rolle in den Songs der polnischen Musikkünstler.

## Künstler

### International erfolgreiche Interpreten
Durch den engen Austausch der RGW-Staaten waren polnische Interpreten und Bands auch in der DDR bekannt. Anhaltenden Erfolg über einen längeren Zeitraum hatten 2 plus 1, Czerwone Gitary (als "Die Roten Gitarren") und Maryla Rodowicz. Ihre Popularität wurde vor allem gefördert durch deutschsprachige Aufnahmen, die sie speziell für das Publikum in der DDR einspielten.
Die Band 2 plus 1 konnte 1979 mit dem Titel Easy Come, Easy Go auch in der Bundesrepublik einen Charthit erzielen. In den 1980er Jahren war besonders die Sängerin Basia Trzetrzelewska international erfolgreich. Mit dem Titel Time And Tide erreichte sie Platz 26 in den USA.
In der jüngeren Vergangenheit schaffte es vor allem die Sängerin Margaret (Małgorzata Jamroży) zu Charterfolgen im deutschsprachigen Raum. Im Mai 2014 gewann die polnische Sängerin Aneta Sablik die Castingshow Deutschland sucht den Superstar. In der Folge platzierte sich ihre Single The One in Deutschland und der Schweiz auf der Nummer 1 der Verkaufscharts. Sie ist die erste polnische Künstlerin, der dies gelang.

### Solokünstler, weiblich
| - Alicja Bachleda-Curuś - Alicja Janosz - Agnieszka Włodarczyk - Aneta Sablik - Ania Dąbrowska - Anna Jantar (1950–1980) - Anna Maria Jopek - Anna German - Anna Wyszkoni - Basia Trzetrzelewska | - Doda - Beata Kozidrak - Edyta Bartosiewicz - Edyta Górniak - Ewa Demarczyk - Ewa Bem - Ewa Farna - Ewelina Lisowska - Gosia Andrzejewicz - Irena Jarocka | - Irena Santor - Małgorzata Jamroży (Margaret) - Małgorzata Ostrowska-Królikowska - Margo - Mira Kubasińska - Jadwiga Strzelecka - Justyna Steczkowska - Karin Stanek - Kasia Klich - Kasia Kowalska | - Kayah - Iwona Węgrowska - Magda Umer - Mandaryna - Maria Peszek - Maryla Rodowicz - Monika Brodka - Natalia Kukulska - Olga Bończyk - Renata Przemyk | - Reni Jusis - Sylwia Grzeszczak - Urszula - Urszula Sipińska - Violetta Villas |  |

### Solokünstler, männlich
| - Alan Basski - Andrzej Zaorski - Andrzej Zaucha - Bogusław Mec - Felicjan Andrzejewski - Czesław Niemen (1939–2004) - Funky Polak - Grzegorz Turnau - Jacek Lech - Lech Janerka | - Krzysztof Cugowski - Krzysztof Kiljański - Krzysztof Klenczon - Krzysztof Krawczyk - Łona - Marek Grechuta - Mateusz Mijal - Marek Piekarczyk - O.S.T.R. - Piotr Figiel - Piotr Szczepanik | - Rafał Brzozowski - Seweryn Krajewski - Sidney Polak - Stan Borys - Stanisław Sojka - Szymon Wydra - Tadeusz Nalepa - Tadeusz Woźniak - Wojciech Gąssowski - Zbigniew Wodecki |  |

### Gruppen
| - 2 plus 1 - Anawa - Bajm - Blog 27 - Blue Café - Brathanki - Budka Suflera - Czerwone Gitary | - Czerwono-Czarni - Decapitated - Eastwest Rockers - Feel - Golec uOrkiestra - Hey - Ich Troje - Ira - Jamal | - Klan - Kult - Lady Pank - Łzy - Loka - Maanam - Myslovitz - Niebiesko-Czarni - No To Co | - Pidżama Porno - Püdelsi - Raz, dwa, trzy - Republika - Roże Europy - SBB - Sistars | - Skaldowie - Świetliki - The Dumplings - T.Love - Toples - Vader - Varius Manx - Virgin - Wilki | - RH+ |

## Festival der polnischen Musik in Opole
Jährlich findet im Mai das Songfestival in Opole statt. Es ist eines der ältesten Songfestivals in Europa und besteht bereits seit 1963. Zu den wichtigsten Bestandteilen des Festivals gehören unter anderem die "Debiuty" (Debüts) und die "Premiery" (Premieren), letztere erfreuen sich sehr großer Beliebtheit. Jedes Jahr treten beim Debüt-Konzert elf junge, unbekannte Sänger und Sängerinnen im Wettbewerb gegeneinander an. Beim Wettbewerb "Premiery" treten die bekanntesten und erfolgreichsten Sänger und Sängerinnen Polens gegeneinander an und präsentieren in Erstvorstellung ihre neuesten Songs. Als Höhepunkt gelten die speziell einem Künstler gewidmeten Konzerte und die Superjedynki, in denen die besten aktuellen Songs präsentiert werden.

## Sopot Festival
Seit 1961 findet im polnischen Bade- und Kurort Sopot fast jährlich das Sopot Festival statt. Zeitweise fanden im Rahmen des Festivals auch die Intervision, ein osteuropäisches Pendant zum Eurovision Song Contest und das Internationale Liederfestival in Sopot statt.
Der Ideengeber des Festivals war der Direktor des Bereichs Musik des Polnischen Radios, der Komponist und Pianist Władysław Szpilman. Das Festival war mit dem Charakter eines internationalen Liederwettbewerbs angelegt, bei dem die bekanntesten Künstler der aktuellen Zeit aus den verschiedensten Ländern auftreten sollten, um den Grand Prix du Disque, so der internationale Titel.
1977 wurde das Festival in das Intervision-Festival umkonzipiert. Eine Antwort auf den Eurovision Song Contest, an dem Polen bisher nicht teilnehmen konnte. U. a. nahmen Künstler wie Alla Pugatschowa, und Frank Schöbel teil. 1980 fand die letzte Intervision statt, die nächsten 3 Jahre gab es aufgrund der innenpolitischen Situation in Polen kein Festival in Zoppot. 1984 wurde die Intervision wieder durch das alte Konzept ersetzt und 1993 ging die Intervision/OIRT über in die EBU. Seitdem nehmen die Teilnehmerländer des Intervision-Liederwettbewerbs beim Eurovision Song Contest teil.
Ab 1994 übernahm die TVP die Organisation des Festivals, das heute seinen Wettbewerbscharakter verloren hat und nunmehr verschiedene Konzerte beinhaltete. 2005 gab es aufgrund der Rivalität zwischen dem öffentlich-rechtlichen Fernsehen und dem Privatsender TVN zwei voneinander unabhängige Festivals.

### Gewinner
- 1961 –  Schweiz – Jo Rolland – Nous deux
- 1962 –  Griechenland – Jeanne Yovanna – Ti Krima
- 1963 –  Sowjetunion – Tamara Miansarowa – Пусть всегда будет солнце (Zawsze niech będzie słońce) / 1963 –  Frankreich – Simone Langlois – Toi et ton sourire
- 1964 –  Griechenland – Nadia Constantinoupoulou – Je te remercie mon coeur
- 1965 –  Kanada – Monique Leyrac – Mon pays
- 1966 –  Vereinigte Staaten – Lana Cantrell – I'm All Smiles
- 1967 –  Polen – Dana Lerska – Po prostu jestem
- 1968 –  Spanien – Peret – Una Lagrima
- 1969 –  Schweiz – Henri Dès – Maria Consuella
- 1970 –  Kanada – Robert Charlebois – Ordinaire
- 1971 –  Vereinigtes Königreich – Samantha Jones – He Moves Me
- 1972 –  Polen – Andrzej Dąbrowski – Do zakochania jeden krok (ex-aequo)
- 1972 –  Sowjetunion – Lew Leschtschenko – Я не был с ним знаком (Ich kenne ihn nicht) (ex-aequo)
- 1973 –  Sowjetunion – Sofia Rotaru – Водограй (Wodograj),  Vereinigtes Königreich – Tony Craig – Can You Feel It und I Think of You Baby
- 1974 –  Finnland – Marion Rung (Gesamtwerk)
- 1975 –  Vereinigtes Königreich – Glen Weston (Gesamtwerk)
- 1976 –  Sowjetunion – Irina Ponarowskaja (Gesamtwerk)
- 1977 –  Tschechoslowakei – Helena Vondráčková – Malovaný džbánku
- 1978 –  Sowjetunion – Alla Pugatschowa – Всё могут короли (Könige dürfen alles)
- 1979 –  Polen – Czesław Niemen – Nim przyjdzie wiosna
- 1980 –  Finnland – Marion Rung – Where is The Love
- 1981 – Das Festival fand nicht statt
- 1982 – Das Festival fand nicht statt
- 1983 – Das Festival fand nicht statt
- 1984 –  Polen – Krystyna Giżowska – Blue Box
- 1985 –  Schweden – Herrey’s – Summer Party
- 1986 –  Vereinigte Staaten – Mary Getz – Hero of My Heart
- 1987 –  BR Deutschland – Double Take – Rockola
- 1988 –  Vereinigte Staaten – Kenny James – The Magic In You
- 1989 –  Norwegen – Dance With The Strangers (Gesamtwerk)
- 1990 –  Polen – Lora Szafran – Zły chłopak und Trust Me At Once
- 1991 –  Lettland – New Moon (Gesamtwerk)
- 1992 –  Österreich – Marc Andrews (Gesamtwerk)
- 1993 –  Litauen – Arina – Rain Is Coming Down
- 1994 –  Polen – Varius Manx – Zanim zrozumiesz
- 1995 –  Polen – Kasia Kowalska – Jak rzecz und A to co mam
- 1996 – In diesem Festival wurden keine Sieger gekürt
- 1997 –  Niederlande – Total Touch – Somebody Else’s Lover
- 1998 –  Italien – Alex Baroni – Male che fa male
- 1999 – In diesem Festival wurden keine Sieger gekürt
- 2000 – In diesem Festival wurden keine Sieger gekürt
- 2001 – In diesem Festival wurden keine Sieger gekürt
- 2002 – In diesem Festival wurden keine Sieger gekürt
- 2003 – In diesem Festival wurden keine Sieger gekürt
- 2004 – In diesem Festival wurden keine Sieger gekürt
- 2005 –  Polen – Andrzej Piaseczny – Z głębi duszy
- 2006 –  Vereinigtes Königreich – Mattafix – Big city life
- 2007 –  Polen – Feel – A gdy jest już ciemno
- 2008 –  Schweden – Oh Laura – Release Me
- 2009 –  Australien – Gabriella Cilmi – Sweet About Me
- 2010 – Das Festival fand wegen Bauarbeiten in der Opera Leśna nicht statt
- 2011 – Das Festival fand wegen Bauarbeiten in der Opera Leśna nicht statt
- 2012 –  Schweden – Eric Saade – Hotter Than Fire
- 2013 –  Frankreich – Imany – You Will Never Know
- 2014 –  Polen – Ewa Farna – Cicho

## Idol / Superstar

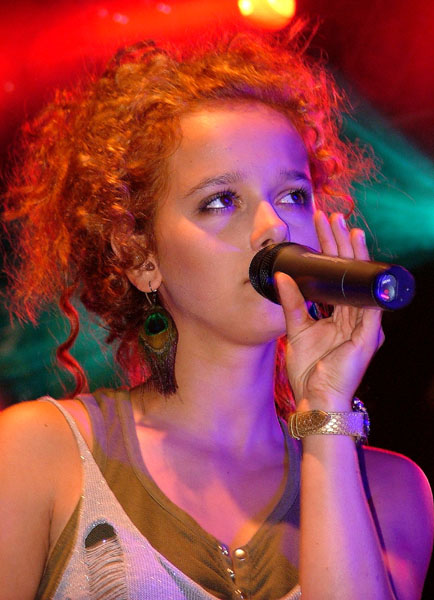
Monika Brodka

### Staffel I
Polen war das zweite Land, das Idol ausstrahlte. Auch die erste weibliche Idol-Gewinnerin kam aus Polen. Neben Alicja Janosz, der Gewinnerin, wurden auch Sänger wie Ewelina Flinta, Tomasz Makowiecki, Szymon Wydra und Ania Dąbrowska berühmt und erfolgreich.

### Gewinner
Gewinnerin 1. Staffel: Alicja Janosz, (Alex)
Geboren 1985, Alben: Ala Janosz, Singles: Moze sie wydawac, Zmien siebie, Zbudzilam sie, I´m still alive,
Gewinner 2. Staffel: Krzysztof Zalewski
Gewinnerin 3. Staffel: Monika Brodka

### World-Idol
Beim World-Idol trat Alicja Janosz alias Alex für Polen an. Sie war die Gewinnerin der ersten polnischen Idol-Staffel.
Alex belegte den siebten von 11 Plätzen.
Siehe auch Deutschland sucht den Superstar

## Allgemeines

### Charts
In Polen gibt es im Gegensatz zu Deutschland keine offiziellen Singleverkaufscharts.
Es werden nur die offiziellen Albumverkaufscharts (OLIS) ermittelt, sowie seit März 2010 die Airplay Charts.

### Musiksender
Vertreten sind eine polnische Version von MTV und eine VIVA-Version. Darüber hinaus gibt es die Sender VH1, Eska TV und 4.fun.tv und tuba TV.

### Plattenfirmen
Die größten in Polen vertretenen Plattenfirmen sind die SONY BMG, Universal Music, Pomaton EMI und Magic Records.